# کنجی کوماتا
کنجی کوماتا (انگلیسی: Kenji Komata؛ زادهٔ ۱۵ ژوئیهٔ ۱۹۶۴) بازیکن فوتبال اهل ژاپن است.
از باشگاه‌هایی که در آن بازی کرده‌است می‌توان به باشگاه فوتبال جوبیلو ایواتا و باشگاه فوتبال آلبیرکس نیگاتا اشاره کرد.